# Федеральний резервний банк Клівленда
41°30′06″ пн. ш. 81°41′26″ зх. д. / 41.501667° пн. ш. 81.690556° зх. д.

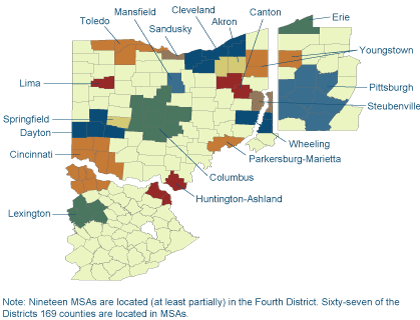
Мапа Четвертого округу

Федеральний резервний банк Клівленда (англ. Federal Reserve Bank of Cleveland) — один з дванадцяти федеральних резервних банків США, що разом утворюють  Федеральну резервну систему, розташований у Клівленді, штат Огайо, США і відповідає за четвертий округ ФРС. До четвертого округу входять Огайо, західна Пенсільванія, східне Кентуккі, Northern Panhandle of West Virginia з Західною Вірджинією.

## Чинний склад ради директорів
Такі особи займають місце в раді директорів з 2012:

### Class A
| Ім'я                                | Посада                                                                                | Термін повноважень спливає |
| ----------------------------------- | ------------------------------------------------------------------------------------- | -------------------------- |
| Деніел ДеЛовде (C. Daniel DeLawder) | Голова і головний виконавчий директор Park National Bank Newark, Ohio                 | 2012                       |
| Пол Ґрейг (Paul G. Greig)           | Голова, президент і головний виконавчий директор FirstMerit Corp. Акрон               | 2013                       |
| Тод Мейсон (Todd A. Mason)          | Президент і головний виконавчий директор First National Bank of Pandora Pandora, Ohio | 2014                       |

### Class B
| Ім'я                            | Посада                                                                             | Термін повноважень спливає |
| ------------------------------- | ---------------------------------------------------------------------------------- | -------------------------- |
| Сюсан Томаскі (Susan Tomasky)   | Retired President AEP Transmission Колумбус (Огайо)                                | 2012                       |
| Гарольд Кіллер (Harold Keller)  | Президент Ohio Capital Corporation for Housing Колумбус (Огайо)                    | 2013                       |
| Тільмон Браун (Tilmon F. Brown) | Президент і головний виконавчий директор New Horizons Baking Company Norwalk, Ohio | 2014                       |

### Class C
| Ім'я                                                    | Посада                                                                           | Термін повноважень спливає |
| ------------------------------------------------------- | -------------------------------------------------------------------------------- | -------------------------- |
| Річард Смакер (Richard K. Smucker) (Deputy Chair)       | Головний виконавчий директор The J.M. Smucker Company Orrville, Ohio             | 2012                       |
| Крістофер Конер (Christopher M. Conner)                 | Голова і головний виконавчий директор The Sherwin-Williams Company Клівленд      | 2013                       |
| Альфред Ренкін молодший (Alfred M. Rankin, Jr.) (Chair) | Голова, президент і головний виконавчий директор NACCO Industries, Inc. Клівленд | 2014                       |